# Aneides ferreus
Aneides ferreus (tên tiếng Anh: Clouded Salamander) là một loài kỳ giông thuộc họ Plethodontidae.
Đây là loài đặc hữu của Hoa Kỳ.
Môi trường sống tự nhiên của chúng là rừng ôn đới và có thể làm tổ trên cây.
Chúng hiện đang bị đe dọa vì mất môi trường sống. Loài này ăn ăn động vật không xương sống nhỏ, chủ yếu là mạt gỗ, nhện, kiến và bọ cánh cứng, nhưng cũng bao gồm ruồi, mối, động vật chân đốt, rết, cuốn chiếu, và bọ cạp giả.